# Оbrutxénie v monastiré
Оbrutxénie v monastiré és la sisena òpera de Serguei Prokófiev, de les vuit que va compondre. El llibret rus va ser obra del compositor i de Mira Mendelssohn, basat en el llibret de Richard Brinsley Sheridan per a la ballad opera The Duenna, de Thomas Linley el Jove.
Prokófiev va començar a treballar-hi l'any 1940, i l'obra s'estava assajant aquell mateix any quan l'esclat de la Segona Guerra Mundial va aturar la producció de l'òpera. L'estrena no va tenir lloc fins al 3 de novembre de 1946, al Teatre Kírov, sota la direcció de Boris Khaikin.
Es tracta d'una òpera còmica, sense cap mena de crítica o referència social o política, llevat de l'escena dels frares borratxos, probablement perquè va ser composta sota el règim soviètic.
En anys recents s'ha representat l'any 1989 al Wexford Festival, l'any 2006 al Festival de Glyndebourne i el 2008 al Palau de les Arts de València.

## Sinopsi
Lloc: Sevilla

### Acte 1
Escena 1
Don Jerom vol que la seua filla Louisa es case amb Mendoza, un ric venedor de peix a canvi de compartir els negocis. Però ella estima Antonio, un jove pobre però noble d'esperit. Don Ferdinand, el fill de Don Jerom i jove amb tendència a la gelosia vol casar-se amb Clara d'Almansa, la qual és pràcticament una ostatge de la seua madrastra. Antonio apareix sota el balcó de Louisa li canta una serenata, davant de la desesperació de Ferdinand, a qui no cau massa bé Antonio perquè abans va pretendir Clara. No obstant finalment s'acontenta, perquè mentre Antonio estiga sota el balcó de la seua germana no amoïnarà Clara.

### Acte 2
Escena 2
Louisa i la seua Ama planegen enganyar Don Jerom per a aconseguir que la primera es case amb Antonio i la segona amb Mendoza. Apareix Don Jerom acompanyat pel seu fill i s'hi produeix una baralla entre pare, fill i filla perquè aquests darrers s'oposen al matrimoni de Louise amb Mendoza. Don Jerom tanca la seua filla a una habitació i després sorprèn l'Ama amb una carta d'amor d'Antonio, adreçada a la seua filla, el que acaba de rematar el seu enuig. L'Ama i Louisa s'intercanvien la roba, de manera que la jove aconsegueix fugir de casa.
Escena 3
Al port de Sevilla es troben Louisa disfressada d'ama i Clara, que ha aconseguit fugir de casa amb l'ajuda de Ferdinand, amb el qual està empipada perquè tot i que va proporcionar-li la clau per a escapolir-se de la seua madrastra, va comprometre-la en irrompre de nit a la seua cambra. Clara es troba confusa, i decideix refugiar-se al convent de Santa Clara. Louisa adverteix la presència de Mendoza i se li ocorre un nou embolic: com ell encara no la coneix, Louisa es fa passar per Clara i li demana ajuda per a recuperar al seu estimat Antonio. Mendoza que coneix l'antiga atracció que Antonio sentia per Louisa, accepta d'ajudar-la amb l'objectiu de desfer-se del seu rival.
Escena 4
Mendoza visita la casa de Don Jerom amb la intenció de conèixer la seua futura esposa. La criada Lauretta comunica a Don Jerom i a Mendoza que Louisa només accedirà a veure Mendoza si son pare no hi és present. Don Jerom accedeix a absentarse, i l'ama (disfressada com Louisa) fa la seua entrada, davant d'un decebut Mendoza, sorprès pel fet que la seua promesa no siga tan jove i bella com ell hauria esperat. No obstant això, l'ama aconsegueix encandilar Mendoza, i el convenç que la segreste aquella mateixa nit, perquè ella s'estima més un casament de tipus romàntic i secret. En entrar Don Jerom, l'ama se'n va, i els dos homes decideixen seguir endavant amb el seu pla.

### Acte 3
Escena 5
A casa de Mendoza, Louisa (fent-se passar per Clara) i l'amic de Mendoza, Don Carlos, esperen que Mendoza arribe amb Antonio. Només arribar, Antonio manifesta la seua sorpresa pel fet que Clara encara l'estime, i diu que no vol cap relació amb ella er no trair el seu amic Ferdinand. Però Mendoza i Don Carlos l'espenten dins de la cambra. Els dos amants mostren el seu content per retrobar-se, mentre que Mendoza, guaitant pel pany, canta la seua suposada victòria.
Escena 6
Don Jerom es mostra sorprès pel fet que la seua filla haja fugit amb Mendoza. En rebre un missatge d'aquest demanant-li que beneïsca l'enllaç hi accedeix. Arriba un jovenet amb un missatge de Louisa, pel qual demana al pare que li permeta de casar-se amb l'home a qui estima. Don Jerom, tot i estranyar-se d'aquest missatge repetit, tramet de nou el seu consentiment.
Escena 7
Louisa aplega al convent Santa Caterina i es troba amb Clara, vestida de monja. Hi arriba Antonio, i poc després el jovenet amb la benedicció de Don Jerom. La parella s'afanya a preparar el casament. De sobte arriba Antonio, i conversa am Clara sense reconèixer-la. Amb un atac de gelosia surt darrere de Ferdinand i Louisa, en confondre aquesta amb Clara. Aquesta, davant de la gelosia del seu estimat s'adona de l'amor que ell sent per ella i també surt darrere del grup.

### Acte 4
Escena 8
En un monestir un grup de monjos beuen vi fins a emborratxar-se. En sentir picar a la porta es posen a entonar un salm, tractant de dissimular. Entren Mendoza i Antonio, que demanen celebrar un doble casament. Apareix un enfurismat Ferdinand, i repta Antonio a un duel. Però l'aparició de Clara, tot just a temps, evita el fatal enfrontament. Aprofitant que Mendoza ha eixit, el mossèn celebra dos casaments: el de Louisa amb Antonio, i el de Clara amb Ferdinand.
Escena 9
Mendoza, en companyia de la suposada Louisa (en realitat l'ama) arriba a casa de Don Jerom. Aquest, tot emocionat vol abraçar la seua filla, però s'adona que es tracta de l'ama. De sobte irrompen les dues parelles de novençans perquè Don Jerom els beneïsca. Mendoza s'adona del cruel engany. Maleeix tothom i se'n va enfurismat, però la fidel ama se'n va darrere d'ell. Sol amb els seus fills Don Jerom es resigna amb la situació, tot pensant que almenys el seu fill mascle s'ha casat amb una dama d'elevada posició.

## Instrumentació
| Instruments de vent de fusta Flautí 2 Flautes 2 Oboès Corn anglès 2 Clarinets Clarinet baix 2 Fagots Contrafagot | Instruments de metall 4 Trompes 3 Trompetes 3 Trombons Tuba Percussió Timbales Bombo | Percussió cont. Caixa Plats Triangle Pandereta Gong Maraques Caixa xinesa | Instruments de corda Arpa 1ers i 2ns Violins Violes Violoncels Contrabaixos |

## Enregistraments selectes
| Orquestra                                               | Cor                                               | Director          | Segell                | Any  | Format |
| ------------------------------------------------------- | ------------------------------------------------- | ----------------- | --------------------- | ---- | ------ |
| Orquestra Kírov                                         | Cor de l'Òpera Kírov                              | Valery Gergiev    | Philips               | 1998 | DVD/CD |
| Orquestra del Teatre Bolxoi                             | Cor del Teatre Bolxoi                             | Aleksandr Làzarev | BMG Classics          | 1990 | CD     |
| Orquestra del Teatre Stanislavski i Nemírovitx-Danxenko | Cor del Teatre Stanislavski i Nemírovitx-Danxenko | K. Abdul·làiev    | Mezhdunarodnaya Kniga | ?    | LP     |

## Nit d'estiu
Prokófiev va extraure una suite simfònica de la seua òpera, amb el títol de Nit d'estiu, Op. 123).

### Moviments
La suite té una durada de prop de 20 minuts, i compta amb cinc moviments:
1. Introducció: Moderato, ma con brio
2. Serenata: Adagio
3. Minuet
4. Somnis (Nocturn): Andante tranquillo
5. Dansa: Allegretto

### Enregistraments deNit d'estiu
| Orquestra                                 | Director           | Segell              | Any     | Format |
| ----------------------------------------- | ------------------ | ------------------- | ------- | ------ |
| Orquestra Nacional Russa                  | Mikhail Pletnev    | Deutsche Grammophon | 1994    | CD     |
| Orquestra Philharmonia                    | Neeme Järvi        | Chandos Records     | 1991/2  | CD     |
| Orquestra Filharmònica de Sant Petersburg | Vladímir Aixkenazi | Exton               | 2002    | SACD   |
| Orquestra Simfònica de Bournemouth        | Paavo Berglund     | EMI                 | c. 1975 | LP     |